# Gemmula closterion
Gemmula closterion é uma espécie de gastrópode do gênero Gemmula, pertencente a família Turridae.